# Takstaas
Die Takstaas war ein norwegisches Frachtdampfschiff, das im September 1939 von einem deutschen U-Boot versenkt wurde.

## Geschichte
Das Schiff lief im Jahre 1916 auf der Werft Sørlandets Skibsbyggeri in Fevig bei Arendal unter dem Namen Standford vom Stapel und wurde dann von der Fredrikstad Mekaniske Verksted in Fredrikstad für die Reederei A/S Standard (J. B. Stang) in Oslo fertiggestellt. Es war 81 m lang und 12,60 m breit und mit 1.830 BRT vermessen. Bereits 1916 wurde es an die Reederei C. N. Stensholt verkauft und in Stokke umbenannt. 1927 ging es in den Besitz von Arnt J. Mørland in Arendal über und wurde in Takstaas umbenannt.

## Untergang
Am 29. September 1939 befand sich das Schiff mit einer Ladung Bauholz auf der Fahrt vom schwedischen Sundsvall nach Antwerpen und London.  Etwa 10 Seemeilen von der Insel Store Marstein, vor der Einfahrt in den Krossfjord und damit nach Bergen (Norwegen), entfernt wurde es von dem deutschen U-Boot U 7 unter Oberleutnant zur See Werner Heidel durch einen Schuss mit der 20-mm-Flak vor den Bug gestoppt. Nach Prüfung der Frachtpapiere gab Heidel der Besatzung 20 Minuten Zeit, in ihre Rettungsboote zu gehen. Um 8:55 Uhr schoss er einen Torpedo mittschiffs in die Steuerbordseite der Takstaas, die daraufhin Schlagseite nach Backbord bekam, aber wegen ihrer Holzladung nicht sank. Auch der daraufhin erfolgte Beschuss mit dem Bordgeschütz unterhalb der Wasserlinie brachte das Schiff nicht zum Sinken und musste abgebrochen werden, als ein norwegisches Flugzeug erschien und das U-Boot zum Wegtauchen zwang.
Die beiden Rettungsboote mit der Besatzung wurden bald darauf von dem norwegischen Torpedoboot Storm gefunden und nach Sund im Korsfjord geschleppt, von wo aus sie dann nach Bergen gelangten.
Die durch den Torpedotreffer und Artilleriebeschuss schwer beschädigte Takstaas wurde am frühen Nachmittag von dem norwegischen Schlepper Herkules ins Schlepp genommen, brach dann jedoch in zwei Teile. Das Vorderschiff sank auf der Position 60° 15′ 0″ N, 4° 51′ 0″ W im Marineplanquadrat AN 2473, aber das Heckteil mit einem großen Teil der Ladung konnte geborgen werden.